# Marphysa stylobranchiata
Marphysa stylobranchiata är en ringmaskart som beskrevs av Moore 1909. Marphysa stylobranchiata ingår i släktet Marphysa och familjen Eunicidae. Inga underarter finns listade i Catalogue of Life.